# Anna Mohrová
Anna Mohrová (* 15. července 1944, Praha) je bývalá česká lyžařka.

## Lyžařská kariéra
Na X. ZOH v Grenoblu 1968 reprezentovala Československo v alpském lyžování. Ve sjezdu skončila na 33. místě, ve slalomu na 18. místě a v obřím slalomu závod nedokončila.